# سلحفاة فورستن
سلحفاة فورستن هي نوع من السلاحف البرية، ينتمي إلى جنس إندوتيستودو. هذه السلحفاة متوطنة في جزيرة سولاوسي الإندونيسية، بمعنى أنها لا تعيش في أيّ مكانٍ آخر بالعالم. يُصنِّفها الاتحاد العالمي للحفاظ على الطبيعة كنوعٍ معرض لخطر الانقراض بسبب جمعها من البرية للاتّجار بها كحيوانات أليفة. اعتبرت قريبتها الهندية سلحفاة ترافانكور فيما مضى تابعةً لنوعها، إلا إنَّها باتت تُعَدّ الآن نوعاً مستقلاً.